# A-423,579
A-423,579 je histaminski antagonist koji je razvila kompanija Abot laboratorije. On je selektivan za H3 receptor, i ima stimulantno i anoreksično dejstvo u životinjskim studijama, te je potencijalno koristan tretman za gojaznost. A-423,579 ima poboljšane karakteristike u odnosu na druge ranije razvije lekove ove serije. On ima veću efikasnost i nižu toksičnost u istraživanjima na miševima, i trenutno je u kliničkom razvoju.